# Amiga 600
Amiga 600 ili A600 je računalo iz obitelji Amiga, koje je bilo u vlasništvu američke tvrtke Commodore. Ovo računalo stavljeno je na tržište da ponovno pokrene prodaju Amiga računala do pojave nove Amiga 1200. Amiga 600, za razliku od Amige 500, nije imala numeričku tipkovnicu i bila je namijenena donjem dijelu tržišta. Operacijski sustav koji se prodavao s A600 bio je Kickstart/Workbench v2 Amiga OS. Postojale su inačice s i bez tvrdog diska kapaciteta od 20MB ili 40MB.